# عثمان باشا يكن
عثمان باشا يكن هو سياسي عثماني شغل منصب والي في الدولة العثمانية. وقائد حصار بلغراد

## مناصبه
تولى المناصب التالية:
- والي الروملي (1687–1687)